# Sten Stenberg
Sten Stenberg, född 23 november 1824 i Kärnbo socken i Södermanland, död 11 juli 1884 i Stockholm, var en svensk läkare och professor. Han var far till Steno Stenberg.

## Biografi
Stenberg blev 1843 student vid Uppsala universitet och 1851 filosofie magister efter att några år ha varit skollärare i Stockholm och studerat vid Karolinska institutet. Sedan han 1854 publicerat avhandlingen Om syfilisationen, blev han 1856 i Uppsala medicine doktor och i Stockholm kirurgie magister, blev 1857 docent i farmaci och fysiologisk kemi vid Uppsala universitet och utnämndes 1858 till professor i medicinsk och fysiologisk kemi där. Redan året därpå blev han dock i stället professor i kemi och farmaci vid Karolinska institutet, där han förut under några år förestått adjunkturen i samma ämnen. Åren 1861–63 var Stenberg inspektor vid Farmaceutiska institutet och från 1871 till sin död inspektor vid Karolinska institutet. Han var medlem i kommittén för Sveriges deltagande i utställningen i Philadelphia 1876. År 1870 blev han ledamot av Lantbruksakademien och 1875 av Vetenskapsakademien. Från 1870 tillhörde han Kungliga Tekniska högskolans styrelse.
Genom sina försök att använda lavar vid framställning av druvsocker och alkohol bland annat redovisade i Om tillverkning af lafbränvin (1868) gav Stenberg upphov till en ny, men kortlivad industri, lavbrännvinstillverkningen. Han skrev vidare Om intagna läkemedels af söndring utur organismen (1858), Om fotografiens användning vid mikroskopisk forskning (1874), Om den qvantitativa bestämningen af ägghviteämnena i qvinnomjölken (1877) och Om det inflytande, som bränvinets föroreningar hafva på dess fysiologiska verkningar (1878).